# Ammotrypane filobranchiata
Ammotrypane filobranchiata är en ringmaskart som beskrevs av José María Alfono Félix Gallardo 1968. Ammotrypane filobranchiata ingår i släktet Ammotrypane och familjen Opheliidae. Inga underarter finns listade i Catalogue of Life.